# 唐嘉鴻
唐嘉鴻（英語：Tang Chia-Hung，1996年9月23日—）是臺灣競技體操運動員，就讀國立臺灣師範大學。其中單槓項目曾獲得2018年亞運金牌，並在2018年、2019年連兩屆世界競技體操錦標賽進入單槓決賽。在2020年東京奧運的體操男子個人全能排名第七，寫下臺灣選手在奧運體操全能項目的最佳成績。並在2024年巴黎奧運，男子單槓項目與中國大陸選手張博恆並列銅牌。唐嘉鴻因其「直體貓跳」的動作在台灣體操界特別突出因而有「亞洲貓王」的稱號。

## 個人生涯
唐嘉鴻在幼兒園時因輕微過動，經醫師建議被父母帶到台北體操總會學習體操以消耗體力。小學二年級時看了紀錄片《翻滾吧！男孩》後，便由母親帶他從臺北搬到宜蘭羅東，投入林育信教練門下，在小學三年級時展開正式體操訓練。之後訓練地隨教練轉移到桃園龜山的國立體育大學，在高中一年級參賽發生剝離性骨折後，接受第一次開刀治療。高二再度動刀，在高三入選2014年亞運代表隊，畢業後進入國立臺灣師範大學運動競技系就讀，並對右手肘進行第三次手術治療。
2017年，唐嘉鴻在卡達杜哈舉行的世界盃單項系列賽的地板項目決賽，以14.366分獲得金牌。五月的亞洲體操錦標賽，在地板及個人全能項目進入決賽。七月的臺北世大運，唐嘉鴻在地板項目決賽排名第四。因為在國家運動訓練中心培訓期間，造成手腕、手肘、腰部受傷，由臺師大教練翁士航的評估下，唐嘉鴻在世大運後回師大訓練，開始積極規劃療傷和備戰亞運會。
唐嘉鴻在2018年亞運取得地板和單槓項目決賽資格，他先在地板決賽以14.425分奪得銀牌，刷新臺灣選手在亞運體操項目的最佳名次。在隊友李智凱於鞍馬項目奪得臺灣選手的亞運體操首金後，唐嘉鴻在隔日的單槓決賽以14.725分奪得金牌，再度刷新中華體操代表隊奪牌紀錄。11月的世界競技體操錦標賽中，唐嘉鴻首次進入單槓決賽，以14.266分（難度6.100分，完成8.166分）位列第五。憑藉2018年的突出表現，唐嘉鴻在年底體育運動精英獎入圍最佳男運動員，並獲得最佳運動精神獎。
2019年，唐嘉鴻開始征戰全能項目，期望能提昇團隊成績，爭取奧運參賽資格。他在六月的亞錦賽上助隊奪得團體銅牌，並在單槓決賽以14.267分奪得銀牌。隔月在世大運奪得團體銀牌，並進入吊環和單槓決賽。他在吊環決賽位列第八，單槓決賽則首度嘗試難度6.300分動作，最終以總分14.700分奪冠。
九月參加法國體操挑戰賽，在單槓決賽以14.550分獲得銅牌。十月的世錦賽，唐嘉鴻和隊友聯手在團體項目以第八名闖入決賽，最終在決賽排名第六，為隊史首次進入世錦賽男團決賽，也一舉奪得2020年東京奧運團隊參賽資格，為1964年東京奧運後，相隔56年再以成隊形式出賽。唐嘉鴻在個人項目也進入全能及單槓決賽，其中單槓項目以14.933最高分取得決賽資格。他先在全能決賽以第11名作收，在連兩年參加的單槓決賽上則出現脫槓失誤，未能順利完成整套動作，最終名列第八。唐嘉鴻和隊友在此次賽會創下的隊史紀錄，讓他們在隔年臺灣體育運動精英獎頒獎典禮上獲得最佳運動團隊殊榮，為體操隊首次獲獎。
2021年，參加東京奧運的唐嘉鴻在資格賽單槓項目出現失誤，未能進入單槓決賽，但仍取得個人全能決賽資格。他在個人全能決賽的單槓項目拿下當晚次高分的14.766分，最終以總分84.798分排名第七，寫下臺灣選手在奧運體操男子全能項目的最佳成績。
2024年，參加巴黎奧運，在男子單槓項目，以難度6.500，執行分7.466，總分13.966獲得銅牌。

## 外部連結
- 唐嘉鴻 （页面存档备份，存于）在國際體操總會的頁面（英文）
- 唐嘉鴻 （页面存档备份，存于）在中華奧林匹克委員會的頁面（繁體中文）
- 唐嘉鴻的Instagram帳戶
- 唐嘉鴻的Facebook專頁 （页面存档备份，存于）